# الکساندروویک، بخش لاسک
الکساندروویک، بخش لاسک (به لاتین: Aleksandrówek, Łask County) یک منطقهٔ مسکونی در لهستان است که در Gmina Łask واقع شده‌است.

## خصوصیات
الکساندروویک ۱۲۰ نفر جمعیت دارد.